# البطولة اليونانية لكرة اليد للسيدات
البطولة اليونانية لكرة اليد للسيدات هي مسابقة سنوية لأندية كرة اليد للسيدات في اليونان تأسست في 1981. يعتبر أناغينيسي أرتاس هو الأكثر فوزا بها وذلك برصيد 12 بطولة. يتم تنظيمها من قبل الاتحاد اليوناني لكرة اليد.